# Stazione di Hua Lamphong
La stazione di Hua Lamphong (in thailandese สถานีรถไฟหัวลำโพง, Sathani Hua Lamphong) è stata la principale stazione ferroviaria di Bangkok, la capitale della Thailandia. Si trova nel distretto centrale di Pathum Wan ed era gestita dalla Ferrovia di Stato della Thailandia. Da Hua Lamphong partivano ed arrivavano un totale di oltre 130 convogli e circa 60 000 passeggeri al giorno. È stata sostituita dalla stazione centrale di Bang Sue, divenuta operativa alla fine del 2021. In seguito Hua Lamphong diventerà un museo di storia delle ferrovie.

## Linee ferroviarie
È una stazione di testa ed è terminale delle 4 principali linee ferroviarie del paese:
- Linea settentrionale, che arriva a Chiang Mai.
- Linea nord-orientale, che si sdoppia ed arriva a Ubon Ratchathani (Linea di Ubon) e a Nong Khai (Linea di Nong Khai), con prolungamento in Laos nella vicina stazione di Thanaleng, nei pressi della capitale Vientiane.
- Linea orientale, che si sdoppia e arriva verso sud a Sattahip e verso est ad Aranyaprathet, al confine con la Cambogia.
- Linea meridionale, che si ramifica ed arriva a Trang o a Nakhon Si Thammarat o a Padang Besar o a Sungai Kolok. I treni che transitano a Padang Besar e Sungai Kolok proseguono rispettivamente lungo la costa ovest e quella est della Malaysia.

Il ramo della Linea meridionale che collega Padang Besar a Bangkok è percorso anche dal prestigioso Eastern & Orient Express, proveniente da Singapore, che dal 2007 prosegue verso Vientiane sulla Linea Nong Khai.

## Storia
Hua Lamphong fu inaugurata il 25 giugno 1916, dopo 6 anni dall'inizio dei lavori, nei pressi della precedente stazione di Bangkok, della quale è rimasta solo una colonna commemorativa. Sul terreno dove sorge Hua Lamphong vi era il centro per la manutenzione dei treni, spostato nel 1910 alla vicina stazione di Makkasan, dove si trova tuttora.

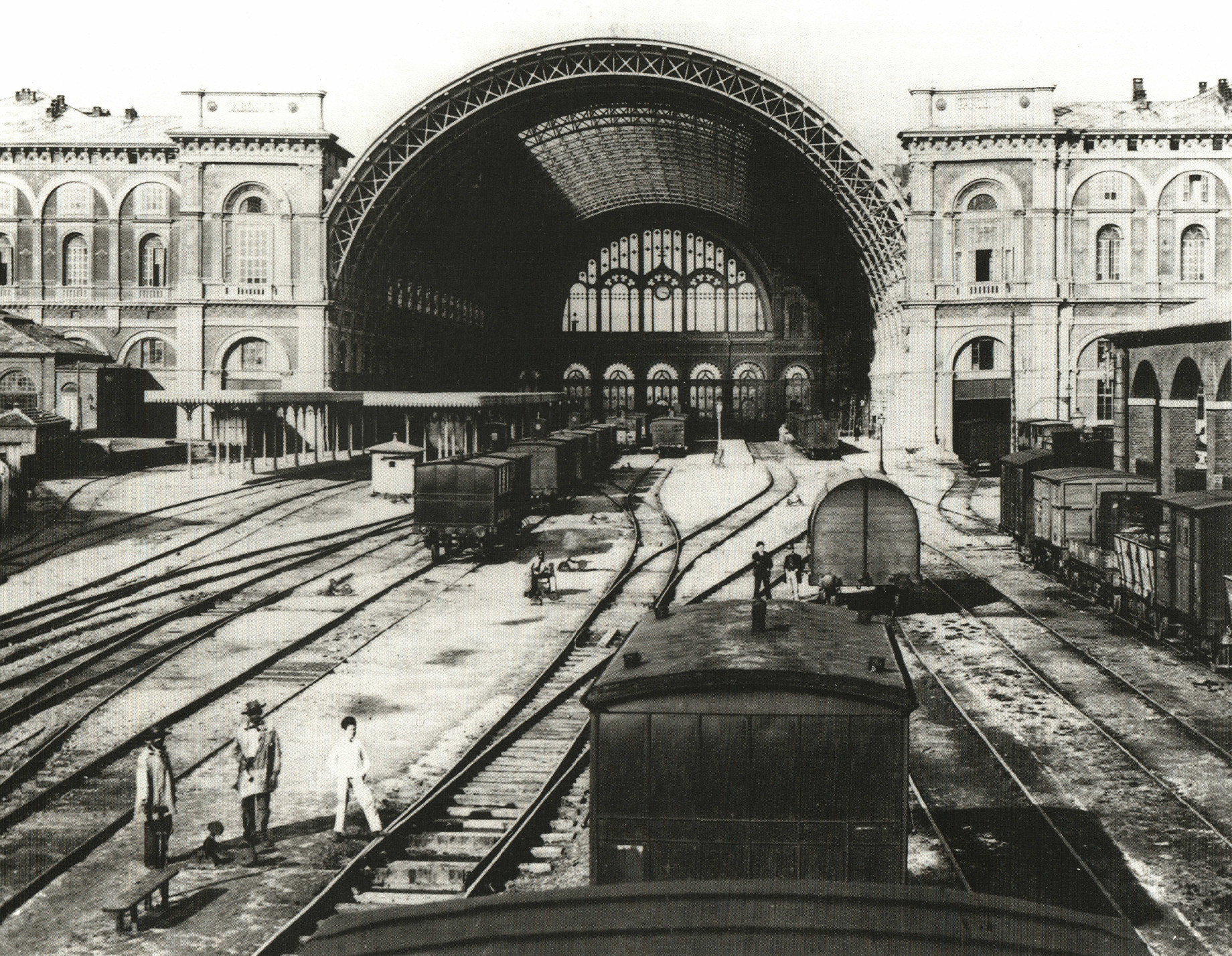
Stazione di Torino Porta Nuova (1884)

Come molti dei principali palazzi eretti a quel tempo a Bangkok, è stata costruita in stile neorinascimentale italiano su progetto di Mario Tamagno, un architetto torinese che assieme al collega e concittadino Annibale Rigotti firmò diversi dei progetti scelti per l'abbellimento e la modernizzazione della capitale. Lo stile utilizzato si ispira alla stazione di Torino Porta Nuova che era stata inaugurata pochi anni prima nonché città di origine dei due progettisti. Infatti la stazione di Torino Porta Nuova era stata ammodernata in occasione dell'esposizione internazionale del 1911, alla quale anche il Regno del Siam partecipava con un proprio padiglione, proprio in quell'occasione di re Chulalongkorn il quale in quegl'anni stava intraprendendo un'opera di modernizazione tramite l'ampliamento delle infrastrutture.
Nel 2004, nei pressi del lato sud dell'edificio principale, fu inaugurata la stazione capolinea, a sua volta chiamata Hua Lamphong, della linea Blu della Metropolitana di Bangkok, che collega Hua Lamphong con le zone a nord del centro cittadino. Nel settembre 2019 fu inaugurato il prolungamento della linea Blu verso est, avente uno sviluppo di 28 km, e Hua Lamphong divenne una stazione intermedia.

## Descrizione
La facciata dell'edificio principale presenta una grande vetrata arcuata composita da cui parte la volta che fa da copertura sia alla grande sala d'ingresso che all'area dove partono ed arrivano i treni. Nella sala d'ingresso vi sono le biglietterie, diversi posti a sedere per il pubblico e due tabelloni elettrici che mostrano al pubblico le partenze e gli arrivi. Gli esercizi commerciali, composti da bar, ristoranti, sportelli bancari ecc., si trovano sui lati lunghi laterali ed al piano superiore, che è stato costruito solo lungo il perimetro della sala, lasciando la maggior parte della volta superiore visibile dal piano terra. La zona dei treni è composta da 14 binari con larghe banchine dove vi sono altri esercizi commerciali. La maggior parte dei binari è sotto alla volta che prosegue dalla sala d'ingresso, ed alcuni si trovano sotto una pensilina laterale.

## Galleria d'immagini

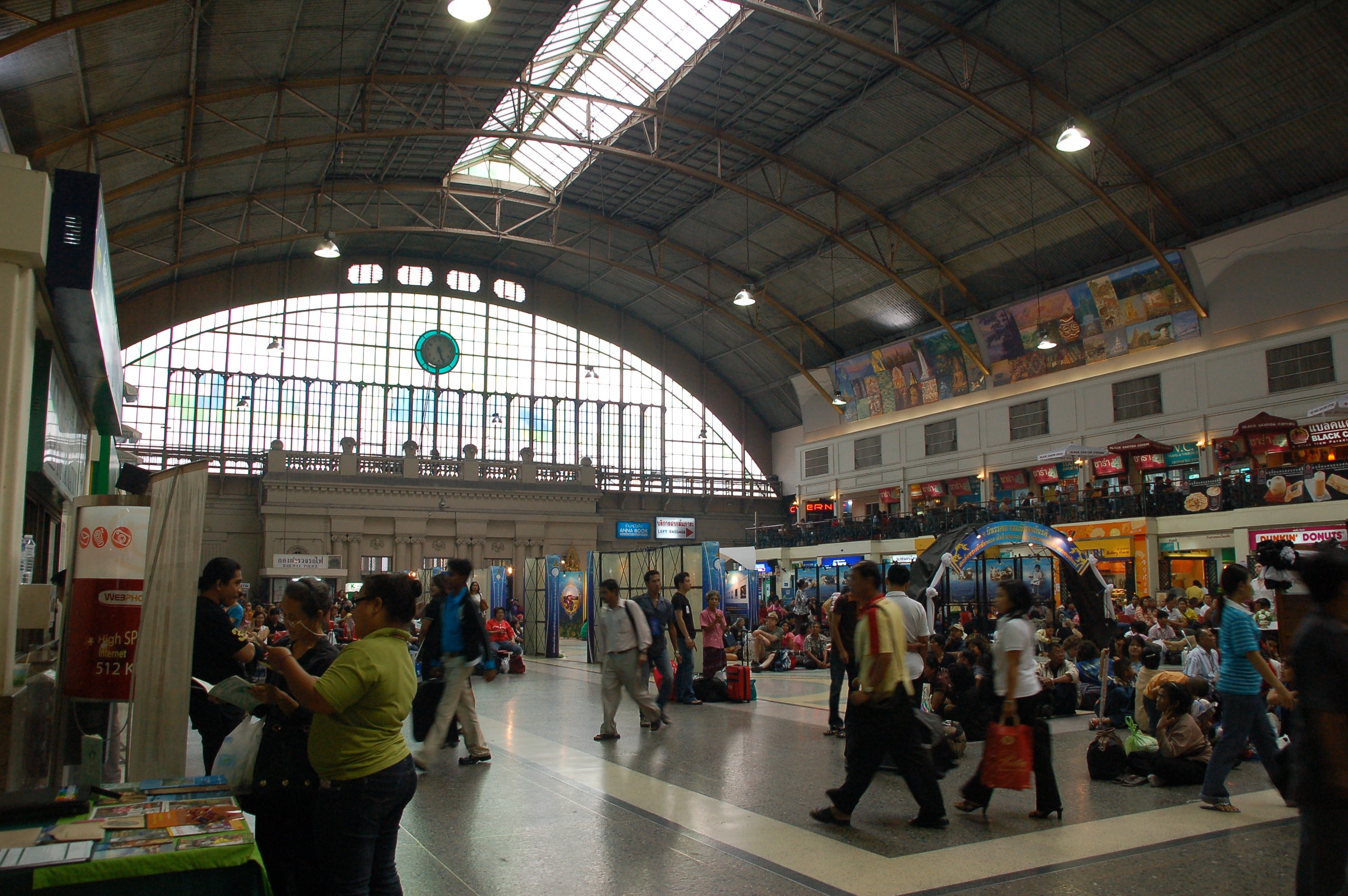
Particolare della grande sala d'ingresso e della vetrata esterna dell'edificio principale
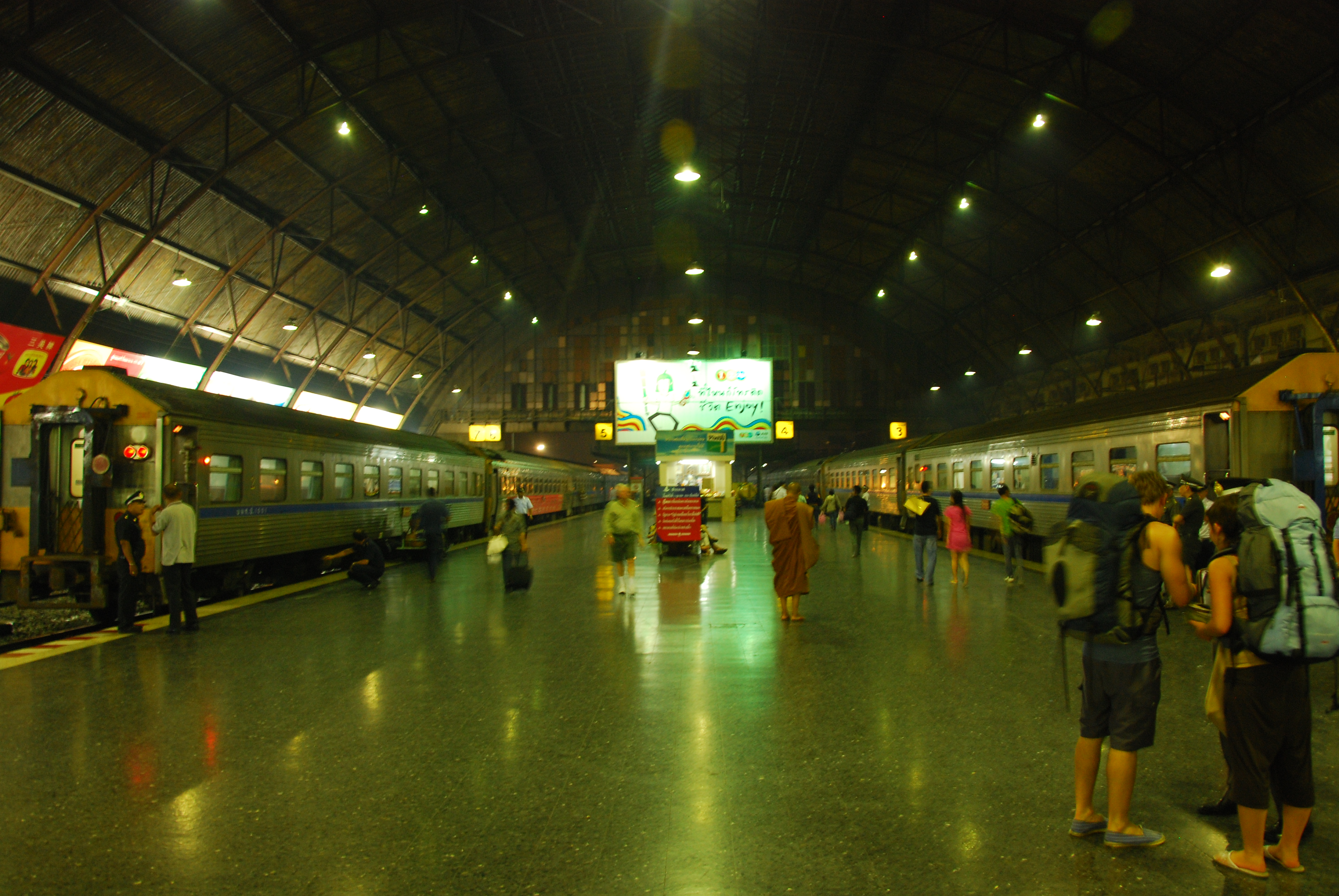
Banchina e treni
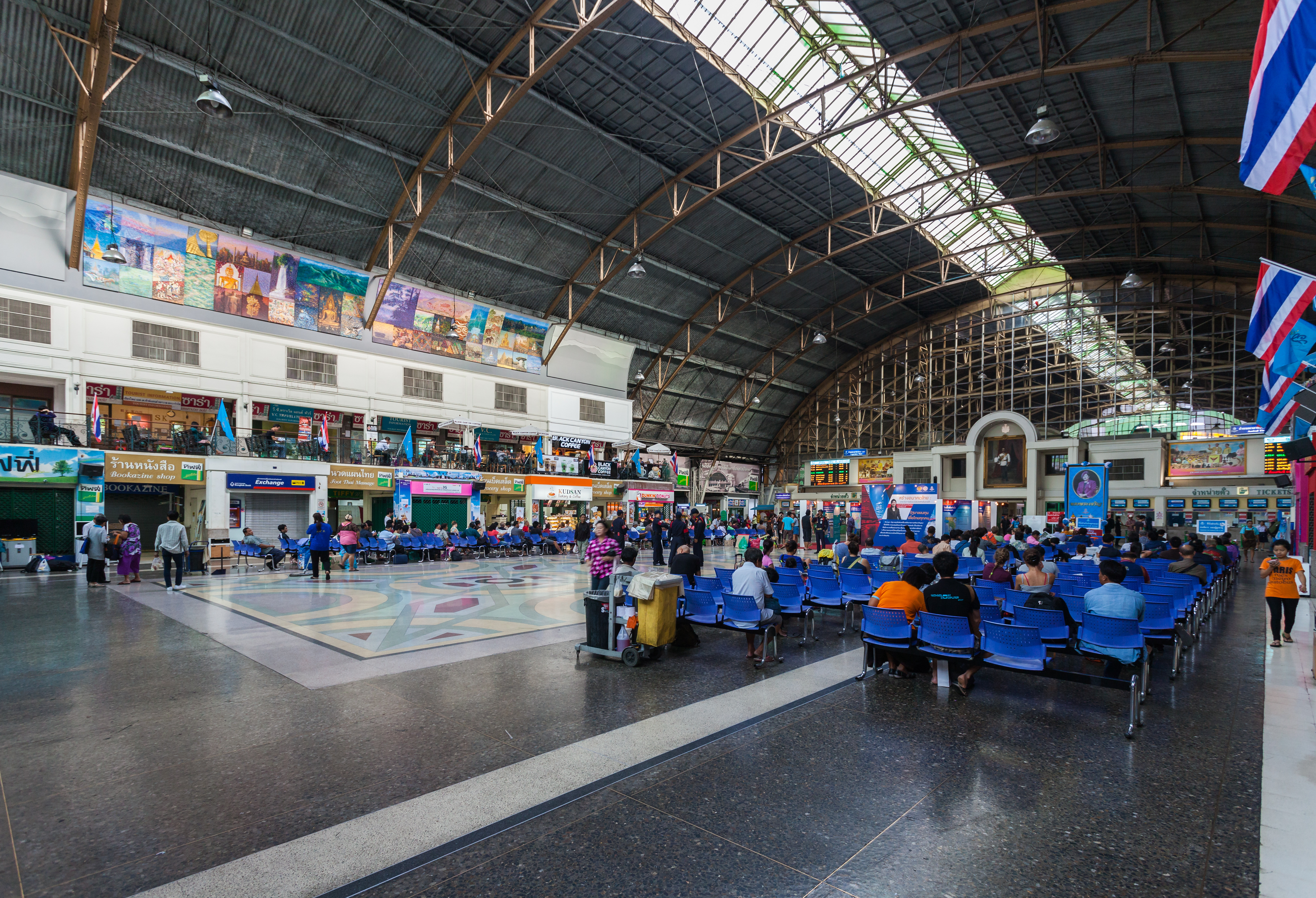
Sala d'ingresso e vetrata sulla zona delle banchine
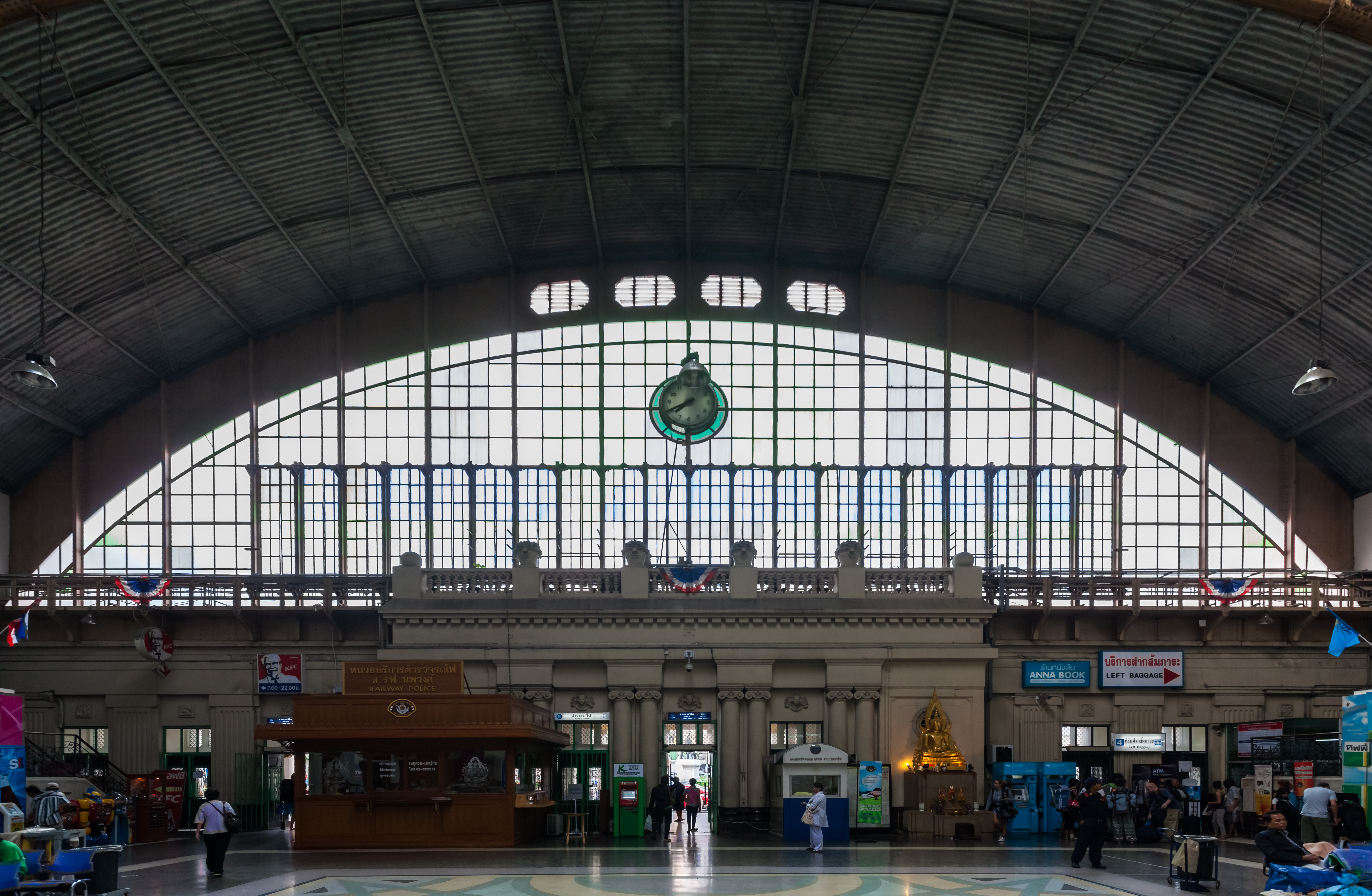
Sala d'ingresso
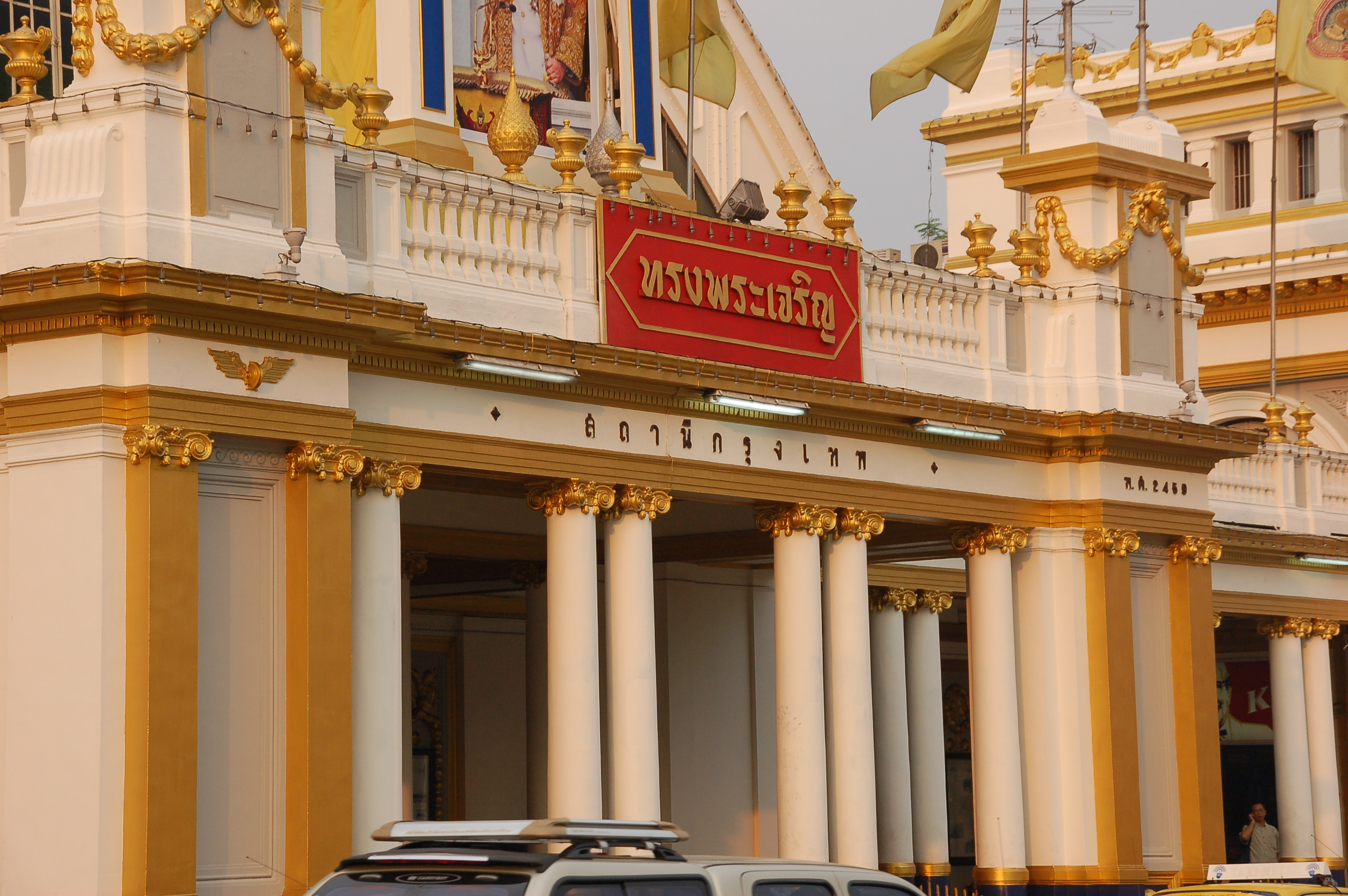
Particolare architettonico della facciata esterna dell'edificio principale